# Lavon (Izrael)
Lavon (hebrejsky לָבוֹן, v oficiálním přepisu do angličtiny Lavon) je vesnice typu společná osada (jišuv kehilati) v Izraeli, v Severním distriktu, v Oblastní radě Misgav.

## Geografie
Leží v nadmořské výšce 551 metrů, v jižní části Horní Galileji, cca 20 kilometrů východně od břehů Středozemního moře a cca 25 kilometrů na západ od Galilejského jezera. Je situována na okraji prudkého terénního zlomu Matlul Curim, který jižně od obce prudce spadá do údolí Bejt ha-Kerem. Vystupuje z něj dílčí vrchol Har Chaluc, nedaleko východním směrem od vesnice. Na severní straně se rozkládá zvlněná náhorní planina Horní Galileji. Obec z této strany míjí vádí Nachal Bejt ha-Emek.
Obec se nachází cca 107 kilometrů severovýchodně od centra Tel Avivu a cca 32 kilometrů severovýchodně od centra Haify. Lavon obývají Židé, přičemž osídlení v tomto regionu je etnicky smíšené. V údolí Bejt ha-Kerem, přímo pod vesnicí, leží bývalé město Šagor, které obývají izraelští Arabové. Arabské je rovněž další město v údolí - Nachf. Mezi nimi je ovšem položeno židovské město Karmiel. Na severní straně leží zase město Kisra-Sumej, které obývají arabští Drúzové. Krajina mezi těmito městskými centry je ovšem postoupena řadou menších židovských vesnic.
Obec Lavon je na dopravní síť napojena pomocí lokální silnice číslo 854, jež odbočuje v údolí Bejt ha-Kerem z dálnice číslo 85 a vede pak k severu, do kopců Horní Galileji, a dál až do města Ma'alot-Taršicha.

## Dějiny
Vesnice Lavon byla založena v roce 1980 v rámci programu Micpim be-Galil, který vrcholil na přelomu 70. a 80. let 20. století a v jehož rámci vznikly v Galileji desítky nových židovských vesnic s cílem posílit židovské demografické pozice v tomto regionu a nabídnout kvalitní bydlení kombinující výhody života ve vesnickém prostředí a předměstský životní styl.
Pojmenována byla podle izraelského politika Pinchase Lavona. Původně mělo jít o kolektivně hospodařící vesnici typu kibuc. Původní osadnická skupina pak ale odešla založit vesnici Harduf. Kibuc Lavon čelil ekonomickým potížím, nedostatku zemědělské půdy a sociálním problémům, které vyústily v populační úpadek a zánik. Koncem 80. let 20. století tu byla zřízena vojenská škola. Nově byla vesnice osídlována civilisty až od roku 2000.
V Lavon funguje obchod a sportovní areály. Dále je tu zařízení předškolní péče o děti. Základní škola je ve vesnici Gilon. Poblíž obytné části vesnice se rozkládá průmyslová zóna Lavon s plochou výrobních hal 12 000 metrů čtverečních. Vedení obce láká nově příchozí obyvatele na možnost získat pro výstavbu rodinného domu pozemek o nadstandardní výměře.
Výhledově je osada plánována na kapacitu až 450 rodin. Obec prochází stavební expanzí, jejíž první etapa již byla dokončena a druhá je v realizaci.

## Demografie
Obyvatelstvo Lavon je sekulární. Podle údajů z roku 2014 tvořili populaci v Lavon Židé (včetně statistické kategorie "ostatní", která zahrnuje nearabské obyvatele židovského původu ale bez formální příslušnosti k židovskému náboženství).
Jde o menší sídlo vesnického typu s dlouhodobě výrazně rostoucím počtem obyvatel. K 31. prosinci 2014 zde žilo 639 lidí. Během roku 2014 populace stoupla o 4,8 %.
| Rok            | 1995 | 2003 | 2004 | 2005 | 2006 | 2007 | 2008 | 2009 | 2010 | 2011 | 2012 | 2013 | 2014 |
| -------------- | ---- | ---- | ---- | ---- | ---- | ---- | ---- | ---- | ---- | ---- | ---- | ---- | ---- |
| Počet obyvatel | 38   | 157  | 183  | 232  | 268  | 303  | 320  | 338  | 402  | 507  | 571  | 610  | 639  |